# Liste der geschützten Landschaftsteile im Bezirk Murtal
Die Liste der geschützten Landschaftsteile im Bezirk Murtal enthält die geschützten Landschaftsteile im Bezirk Murtal.

## Geschützte Landschaftsteile
| Foto |                 | Name                                           | ID            | Standort                                   | Beschreibung                                     | Fläche    | Datum      |
| ---- | --------------- | ---------------------------------------------- | ------------- | ------------------------------------------ | ------------------------------------------------ | --------- | ---------- |
| 1    | Datei hochladen | Zirbelkieferallee in Admontbichl               | GLT_0170      | Obdach Standort                            |                                                  | 0,65 ha   | 23.03.2011 |
| 1    | Datei hochladen | Scheibelalm                                    | GLT_0172 WDPA | Hohentauern Standort                       |                                                  | 277,62 ha | 15.06.1970 |
| 1    | Datei hochladen | Grünhüblallee                                  | GLT_0173 WDPA | Judenburg Standort                         |                                                  | 0,93 ha   | 11.04.1988 |
| 1    | Datei hochladen | 4-Linden-Bildstock                             | GLT_0174      | Pöls-Oberkurzheim Standort                 |                                                  | 0,31 ha   | 05.06.1991 |
| 1    | Datei hochladen | Murauen in Weyern                              | GLT_0183      | Spielberg Standort                         |                                                  | 33,21 ha  | 23.10.1979 |
| 1    | Datei hochladen | Schloß Spielberg                               | GLT_0184      | Spielberg Standort                         |                                                  | 17,7 ha   | 25.09.1980 |
| 1    | Datei hochladen | Baumreihe in Sachendorf                        | GLT_0185      | Spielberg Standort                         |                                                  | 0,98 ha   | 08.02.1978 |
| 1    | Datei hochladen | Stadtpark. Freiheitsallee und Parkstraßenallee | GLT_0186      | Knittelfeld Standort                       |                                                  | 5,31 ha   | 26.08.2008 |
| 1    | Datei hochladen | Baumreihe Gobernitz                            | GLT_0187      | Sankt Margarethen bei Knittelfeld Standort |                                                  | 0,34 ha   | 02.10.1978 |
| 1    | Datei hochladen | Friedhofallee (72 Linden)                      | GLT_0190      | Lobmingtal Standort                        |                                                  | 0,41 ha   | 25.07.1956 |
| 1    | Datei hochladen | Sulzbachallee (46 Eichen und Linden)           | GLT_0191      | Lobmingtal Standort                        |                                                  | 0,53 ha   | 25.07.1956 |
| 1    | Datei hochladen | Feldkreuzallee                                 | GLT_0193      | Lobmingtal Standort                        |                                                  | 0,9 ha    | 25.07.1956 |
| 1    | Datei hochladen | Ortsallee Großlobming                          | GLT_0194      | Lobmingtal Standort                        |                                                  | 0,3 ha    | 23.10.1979 |
| 1    | Datei hochladen | Baumreihe in Rachau (7 Bergahornbäume)         | GLT_0195      | Sankt Margarethen bei Knittelfeld Standort | 7 Bergahornbäume bei der Rotmoarhütte auf 1090 m | 0,59 ha   | 21.11.1983 |
| 1    | Datei hochladen | Brunnerkreuz-Allee                             | GLT_1261      | Knittelfeld, Kobenz Standort               |                                                  | 0,85 ha   | 13.02.2004 |